# Teddy (motorfiets)
Teddy is een historisch merk van motorfietsen.
Atéliers Motorcycles Teddy, Paris (1922-1924).
Frans merk dat lichte motorfietsen met eigen 203 cc zijklepmotor maakte.